# Lucette Raillat
Lucette Raillat, née à Lyon le 1er janvier 1929 et morte le 29 novembre 2024 à Villeneuve-Loubet, est une actrice et une chanteuse française.

## Biographie
Lucette Jeanne Raillat a connu le succès comme chanteuse, en 1954, en interprétant notamment La Môme aux boutons. Les paroles sont de Pierre Louki, la musique de Jacques Lacôme. En janvier 1963, elle a participé à la tournée des Chaussettes Noires en Algérie en première partie.

## Filmographie

### Cinéma
- 1958 : La Môme aux boutons, de Georges Lautner : Yvonne
- 1991 : Riens du tout, de Cédric Klapisch : Micheline

### Télévision
- 1973 : Au théâtre ce soir : La Purée de Jean-Claude Eger, mise en scène Robert Manuel, réalisation Georges Folgoas, Théâtre Marigny
- 1991, 1992, 1993 : Palace de Jean-Michel Ribes, épisodes Choses à ne pas dire

## Théâtre
- 1953 : À chacun sa vérité de Luigi Pirandello, mise en scène René Lesage, Comédie de Saint-Étienne
- 1973 : La Purée de Jean-Claude Eger[3], mise en scène Robert Manuel, Théâtre des Nouveautés, Théâtre Fontaine

## Discographie[4]
- 1957 : La Môme aux boutons, Polydor ref. 20 747
- 1958 : La Morte Saison, Polydor ref. 20 762
- 1958 : Les Boudin et les Boutons (partie carrée), Polydor ref. 20 814
- 1958 : Pension Beauséjour, Polydor ref. 20 844
- 1958 : La Môme aux boutons, La Morte Saison, Les Boudins et les Boutons…, Polydor ref. 45 564
- 1959 : Tango militaire - N°5, Polydor ref. 20 879
- 1959 : Le Temps des cacahuètes, Polydor ref. 20 897
- 1959 : Je fais les cent pas (devant les Galeries Lafayette), Polydor ref. 20 916
- 1959 : Lucette Raillat au music-hall, Polydor ref. 45 571
- 1960 : Moi, j’fais mouche, Polydor ref. 20 764
- 1960 : Aïcha[5] , Polydor ref. 21 719
- 1962 : La Java des hommes-grenouilles, Bel Air ref. 211090
- 1962 : Ching ching, Bel Air ref. 211 058
- 1963 : Cambronn’ tango, Bel Air ref. 211 114
- 1966 : Les Fesses blanches, CBS ref. CBS 7290
- 1973 : Douchka, (théâtre / spectacle) FTC / Discodis ref. 177 001
- 1982 : La Valse de Radio Montmartre, (radio)